# Tohoun
Tohoun – miasto w Togo (region Plateaux). Według danych szacunkowych na rok 2009 liczy 8 043 mieszkańców.